# Sajania devagor
Sajania devagor là một loài bướm đêm trong họ Noctuidae.